# Murray (fluviu)
Murray este un fluviu cu lungimea de 2.589 km fiind, după Darling, al doilea râu ca lungime în Australia. Murray are cu Darling cursul inferior comun, alcătuind un sistem fluvial de 3.370 (după alte surse de 3.750 km).

## Etimologie
Fluviul poartă numele secretarului de stat britanic al coloniilor în funcție la data când fluviul a fost descoperit de europeni, Sir George Murray, dat de exploratorul Charles Sturt.

## Geografie
Fluviul Murray izvorăște din Munții Snowy, de unde curge spre vest formând graniță naturală între statele Noua Galie de Sud și Victoria. La Wentworth primește apele lui Darling ca afluent (temă controversată). Ambele fluvii au un curs inferior comun traversând  Murray Mouth, Murray Bridge, Lacul Alexandrina și apoi se îndreaptă către  Golful Encounter,  vărsându-se în Oceanul Indian. Aflunții principali ai lui fiind Darling și Murrumbidgee . Pe o distanță de 186 km până la vărsare fluviul este navigabil, pe acest traseu are 12 ecluze. Orașele principale traversate de Murray sunt  Albury, Swan Hill, Echuca, Mildura și Murray Bridge.

## Istorie
În anul 1824, expediția condusă de William Howell și de Hamilton Hume a descoperit în Australia un fluviu nou, necunoscut anterior. Acesta a primit de "Hume". Dar, șase ani mai târziu, Charles Sturt  a zărit această apă, după ce a coborât pe cursul râului Murrumbidgee, și a botezat-o cu numele secretarului de stat al coloniilor, Sir George Murray.
Imediat după ce au alungat populația băștinașă de aborigeni din valea fluviului, coloniștii s-au apucat de cultivarea cerealelor, a viței de vie și a legumelor. Ridicând nivelul apelor fluviului și al afluienților acestuia cu ajutorul barajelor și dirijând apele către canalurile sistemelor de irigații, coloniști au îmblânzit fluviul Murray și i-au transformat țărmurile într-un ținut bogat și fertil. Murray și Darling, cele mai mari ape curgătoare ale Australiei formează un singur sistem fluvial, așa cum se întâmplă cu Mississippi și Missouri în Statele Unite. Aceasta nu est singura asemănare cu "fratele mai mare" american. Pe undele tuturor acestor ape învolburate și repezi plutesc adevărate legende vii: vapoarele cu aburi. Acestea și-au făcut apariția pe Murray la jumătatea secolului al XX-lea, în perioada febrei aurului care pusese stăpânire pe sud-estul Australiei.
Finalizarea lucrărilor la prima linie de cale ferată australiană, în anul 1854, a provocat o scădere bruscă a importanței fluviului ca arteră de transport. Pentru cele peste o sută de vapoare cu aburi, care pluteau pe apele sale, marfa a devenit insuficientă. În scurt timp, proprietarii lor au început să dea faliment unul câte unul. Este adevarat     ca , pe cursul fluviului Murray ,mai plutesc si astazi numeroase steam paddlers ,dar ele sunt folosite in principal pentru transportarea turistilor dornici sa admire peisajele interesante de pe ambele maluri .Una dintre cele mai mari atractii vizuale este padurea de eucalipti numita Barmah-Millewa.

## Importanță
Orașul Adelaide este alimentat cu apă aproape în întregime de fluviul Murray, de asemenea agricultura regiunii depinde de fluviu. Pe cursul lui sunt patru baraje, printre care Lacul Hume are o suprafață de  202 km² cu un volum de 3.038.000.000 m³ de apă, în cazuri de secetă extremă fluviul poate seca complet. O cantitate importantă din apa fluviului este reținută de lacuri și de regiunea de smârcuri din jurul lacului Alexandrina și regiunea Parcului Național Coorong, din această cauză Murray are un debit relativ mic la vărsare. Numai prin dragarea cursului său se poate realiza ca sarea din regiunea Murray Mouth să ajungă în sistemul de lagune din Parcului Național Coorong și nu în apa fluviului. In Murray trăiesc ca. 28 de specii de pești autohtoni printre care „Maccullochella peelii peelii”  și o specie de biban care atinge 1,8 m lungime și o greutate de 113 kg. Crapul european care s-a aclimatizat s-a înmuțit excesiv ajungând azi să constituie 90 % din populația de pește din fluviu.